# Colocasiomyia erythrocephala
Colocasiomyia erythrocephala är en tvåvingeart som beskrevs av Sultana och Yafuso 2002. Colocasiomyia erythrocephala ingår i släktet Colocasiomyia och familjen daggflugor.
Artens utbredningsområde är Vietnam. Inga underarter finns listade i Catalogue of Life.